# 中国内地
出境，是指由中国内地前往其他国家或者地区，由中国内地前往香港特别行政区、澳门特别行政区，由中国大陆前往台湾地区。

中国内地（或简称内地）是中華人民共和國的一个政治与法律术语，指除臺港澳地區以外的中华人民共和国主张管辖区，多用于与香港、澳门兩特别行政区同时出现的语境，部分狀況下與中国大陆同義。

## 法律上的用法

### 中国内地
1954年12月30日，中华人民共和国最高人民法院在《最高人民法院关于配偶一方居住内地一方居住港澳婚姻问题的处理意见的复函》将“内地”作为与香港、澳门相对应的称呼，該案源於某香港人與某舟山人的離婚案。
1984年12月6日，最高人民法院在《最高人民法院关于港澳同胞持有“英国属土公民护照”和澳葡当局所发身份证在内地人民法院起诉、应诉的民事案件，是否作为涉外案件问题的批复》中指出，“持有港英当局所发‘英国属土公民护照’或澳葡当局所发身份证的，均为中国公民，不能承认他们具有英国或葡萄牙国籍；他们在内地人民法院起诉、应诉的民事案件，不能作为涉外案件处理。”
2012年6月30日第十一届全国人大通过的《中华人民共和国出境入境管理法》第八十九条载明，“出境，是指由中国内地前往其他国家或者地区，由中国内地前往香港特别行政区、澳门特别行政区，由中国大陆前往台湾地区”。该法将“中国内地”与香港特别行政区、澳门特别行政区对称，将“中国大陆”与台湾地区对称，而在英文版中两词统一翻译为。
此外，「内地居民」的稱呼常用於有關出入境管制、旅遊、婚姻的場合，如港澳個人遊、往来港澳通行证等。《新华社新闻信息报道中的禁用词和慎用词》规定，“台湾”与“祖国大陆（或‘大陆’）”为对应概念，“香港、澳门”与“内地”为对应概念，不得弄混。不得将台湾、香港、澳门与中国并列提及，如“中港”“中台”“中澳”等。可以使用“内地与香港”“大陆与台湾”或“京港”“沪港”“闽台”等。

### 香港特别行政区
1997年，全国人大常委会在其通过的《关于处理香港原有法律的决定》中，要求香港特区将任何单独或同时提及大陆、台湾、香港和澳门的名称或词句的条款，相应地将其解释为中华人民共和国的一个组成部分。香港《釋義及通則條例》规定，“‘中国’（China）指中华人民共和国”，“‘中华人民共和国’（People's Republic of China）包括台湾、香港特别行政区及澳门”。
2003年，商务部与香港财政司签署的《内地与香港关于建立更紧密经贸关系的安排》中，将“内地”定义为“中华人民共和国的全部关税领土”。
1997年香港回归后，香港特别行政区政府开始大量在官方文件和新闻公报中使用“内地”一词，以取代港英时期常用的“中国”或“中国大陆”等称呼。在香港法例中，“内地”则被定义为除香港、澳门及台湾外的中国的任何部分。例如，香港法例第311AA章《空气污染管制（远洋船只）（停泊期间所用燃料）规例》规定，“内地（Mainland）指中国的任何部分，但不包括香港、澳门及台湾”。香港法例第632章《廣深港高鐵（一地兩檢）條例》则将“内地”定义为“香港、澳門及台灣以外的中國其他部分”。
2006年4月1日，隶属于政制事务局的“内地事务联络办公室”成立，2007年7月1日曾荫权政府將之易名“政制及内地事务局”。

### 澳门特别行政区
1999年，全国人大常委会在其通过的《关于处理澳门原有法律的决定》中，要求澳门特区将任何单独或同时提及大陆、台湾、香港和澳门的名称或词句的条款，相应地将其解释为中华人民共和国的一个组成部分。澳门第1/1999号法律《回归法》附件四对《关于处理澳门原有法律的决定》中的有关部分进行了重述。
2003年，商务部与澳门经济财政司签署的《内地与澳门关于建立更紧密经贸关系的安排》中，将“内地”定义为“中华人民共和国的全部关税领土”。
1999年澳门回归后，澳门特别行政区政府开始大量地在官方文件和新闻公报中使用“内地”一词，以取代澳葡时期常用的称呼。在澳门法律和对外条约中涉及“国际”时，一般排除中国内地、台湾以及香港。如适用于澳门与英国间国际航班的《澳门特区与英国航班协定》中规定，“中國內地地點、台灣以及香港不得作為中間點或以遠點”。

## 娱乐圈的用法
为了将中国大陆演艺市场与欧美、香港、台湾、日韓等地区演艺市场做出区别，中国内地及香港等地的演艺界人士常将中国内地文娱界称为“内地娱乐圈”（简称“内娱”），成长于中国内地的艺人也被称为“内地艺人”。